# 木更津与兵衛
木更津 与兵衛（きさらづ　よへい、1983年5月4日 - ）は、日本の俳優、元プロ野球選手である。本名および旧名は大内田真也（おおうちだ まさや）。G-STAR.PRO所属。身長179cm。体重65kg。

## 来歴
兵庫県神戸市出身。兵庫県立明石南高等学校卒業後、メジャーリーガーを目指して渡米。フロリダ・マーリンズの傘下マイナーリーグでプレーした後、21歳でオーストラリア・クイーンズランド州のヘンドラ・オールスターズに入団。クローザーとして7勝2敗4セーブの記録を残すが、肩を壊して引退する。帰国後、俳優として活動を開始。

## 出演作品

### 映画
- 少年メリケンサック
- ララピポ
- 喧嘩高校軍団 - 新入生応援団員役
- 必死剣 鳥刺し - 兵士役
- HO〜欲望の爪痕〜 - オタク役
- キャンプ - コプロ役
- 東京伝説　歪んだ異形都市

### テレビドラマほか
- 氷の華
- 監査法人第4話 - IT社長役
- 外科医 鳩村周五郎7 - エリート刑事役
- ブルータスの心臓 - 藤原竜也の同僚役
- ルーズヴェルト・ゲーム - 須崎役[2]

### ウェブドラマ
- 妖侍　あやかしザムライ（2015年、YouTube） -  ペーパーボーイ 役[3]

### CM
- 東京メトロ春バージョン
- 佐川急便オリンピック編 - 配達員役
- フェイタス
- 小学館信長編
- サントリー

### 舞台
- 真説・山椒大夫『黄金の刻』
- らん - 十三太役

### その他
- ステキ+Lifeレポーターイケメンズ - 木更津役
- わっしょい! 木更津 - メインMC